# Modrac (ort i Bosnien och Hercegovina)
Modrac är en ort i Bosnien och Hercegovina.   Den ligger i entiteten Federationen Bosnien och Hercegovina, i den centrala delen av landet, 80 km norr om huvudstaden Sarajevo. Modrac ligger 194 meter över havet och antalet invånare är 655. Den ligger vid sjön Modračko Jezero.
Terrängen runt Modrac är platt åt nordost, men åt sydväst är den kuperad. Runt Modrac är det ganska tätbefolkat, med 93 invånare per kvadratkilometer.. Närmaste större samhälle är Tuzla, 12,3 km öster om Modrac. 
I omgivningarna runt Modrac växer i huvudsak blandskog.